# Christian von Koenigsegg
Christian Erland Harald von Koenigsegg (Stoccolma, 2 luglio 1972) è un imprenditore svedese, fondatore e amministratore delegato della Koenigsegg Automotive AB.

## Biografia
Nato in Svezia da una famiglia di origini tedesche, Christian è figlio di un ricco imprenditore. Cominciò a coltivare il sogno di creare l’auto sportiva perfetta all'età di cinque anni, dopo aver visto il cartone animato norvegese Flåklypa Grand Prix, in cui un meccanico locale che riparava biciclette decide di costruirsi la propria auto sportiva per correre a Le Mans. Un anno dopo guidò per la prima volta un go-kart, ancora oggi ricorda vividamente quel giorno come “uno dei più belli della sua vita”.
Il suo primo lavoretto estivo fu presso una concessionaria Suzuki, vicino a Stoccolma, dove aveva l’incarico di pulire le auto. Passava il tempo libero modificando i ciclomotori e divenne poi famoso a livello locale per la sua abilità e competenza nella manutenzione e riparazione di automobili.
Ha frequentato corsi di economia e commercio presso la scuola scandinava di Bruxelles, sempre con il desiderio di fondare un’azienda per la produzione di automobili.
Dopo diversi anni di pianificazione, nel 1994, a soli 22 anni, lanciò la Koenigsegg Car Company. Due anni dopo, avvalendosi dell’aiuto del designer David Craaford e di un team di progettisti, completò il primo prototipo di supercar, nato da un abbozzo fatto da lui stesso e denominato Koenigsegg CC. Nello stesso anno Christian fondò la Koenigsegg Automotive AB.
Il prototipo riscosse apprezzamenti da parte dei finanziatori, così, a partire dal 2002, l’azienda iniziò a produrre il primo modello in serie, la Koenigsegg CC8S, elogiata dal conduttore di Top Gear Jeremy Clarkson, che la definì “la sua supercar preferita”. Nel 2003 un incendio distrusse l’edificio in cui aveva sede la società, ma fortunatamente i componenti delle auto furono in qualche modo salvati. Nel 2005 la Koenigsegg CCR entrò nel Guinness dei primati come “la macchina di produzione più potente al mondo”, battendo la leggendaria McLaren F1, e venne lanciata la CCX, la prima supercar della casa ad essere realizzata per tutti i principali mercati mondiali.
Christian si è sposato il 12 agosto 2000 con Halldóra Linda Tryggvadóttir, anche lei attiva nella gestione dell’azienda.
Oltre alle invenzioni automobilistiche, come le sospensioni Triplex e la tecnologia Free Valve, per migliorare il rendimento del motore, Koenigsegg ha anche brevettato un lettore musicale e una soluzione per posizionare le assi dei pavimenti senza bisogno di colla.